# WSG Magdeburg-Reform
Die Wohnsportgemeinschaft Magdeburg-Reform e. V. ist ein deutscher Sportverein mit Sitz in Reform, einem Stadtteil der sachsen-anhaltischen Landeshauptstadt Magdeburg.

## Geschichte
Der Verein entstand im Jahr 1978 aus einer Arbeitsgemeinschaft Lehrersport des Geschwister-Scholl-Gymnasiums, zu dieser Zeit beinhaltete der Verein hauptsächlich die Abteilungen Volleyball und Fußball. Im Jahr 1999 kam dann noch Floorball sowie im Jahr 2001 Tischtennis dazu.

## Abteilungen

### Floorball
Die Floorball-Abteilung spielt in Wettbewerben unter dem Namen Floorball Tigers Magdeburg. Ursprünglich entstammt die Abteilung einer AG des Magdeburger Werner von Siemens Gymnasiums. Um am Ligabetrieb teilzunehmen wurde eine Abteilung innerhalb der WSG gegründet. Erste Anfänge nahm man in der Kleinfeld-Liga von Sachsen-Anhalt, in welcher ein sechster Platz in den Playoffs erzielt werden konnte. Durch Spielermangel musste man sich zwar zeitweise vom Ligabetrieb zurückziehen und konnte nur noch am lokalen Pokal teilnehmen, doch wurde dies mit der Zeit wieder besser, und es entstanden weitere Mannschaften.
Im Jahr 2006 nahm erstmals eine Mannschaft im Großfeld am Spielbetrieb teil und konnte innerhalb dieser Liga auf dem 2. Platz abschließen. Zur Saison 2010/11 gelang erstmals der Aufstieg in die 2. Bundesliga, da die Magdeburger die einzigen waren, welche sich für den Aufstieg beworben hatten. In der Staffel Ost schloss die Mannschaft die Saison jedoch mit nur sieben Punkten auf dem achten und damit letzten Platz der Tabelle ab. Die nächste Saison konnte jedoch mit 25 Punkten wiederum auf dem dritten Platz abgeschlossen werden.
Die Saison 2015/16 schloss die Mannschaft mit sieben Punkten auf dem fünften Platz ab. Nach der Saison 2016/17 landete man mit sechs Punkten auf dem sechsten und damit vorletzten Platz der Tabelle. Aus organisatorischen Gründen zog sich die Mannschaft der Abteilung jedoch in die Regionalliga zurück. Danach ging es sogar noch weiter hinunter. Zur Saison 2019/20 gelang wieder der Aufstieg in die Regionalliga Ost. Bedingt durch den achten Platz der Tabelle hätte die Mannschaft eigentlich an der Abstiegsrelegation teilnehmen müssen. Auf Grund der COVID-19-Pandemie fand diese jedoch nicht statt.
Im Pokal ist der Verein seit Start des Wettbewerbs sehr oft vertreten gewesen. In der ersten Saison 2007/08 stieg man in der 2. Runde ein, unterlag dort jedoch den Red Devils Wernigerode mit 6:7. Danach nahm man an jeder weiteren Ausrichtung des Pokals teil, kam jedoch nie über die 2. Runde hinaus. Erst in der Saison 2013/14 ging es erst per Freilos gleich in die 2. Runde welche auch erfolgreich abgeschlossen werden konnte. Im Achtelfinale war jedoch nach einem 8:7 beim TV Schriesheim das Ende erreicht. In den späteren Spielzeiten konnte man nie mehr so weit im Wettbewerb kommen.

### Fußball
Die Fußball-Abteilung besteht innerhalb der WSG seit dem Jahr 1995, hat jedoch nur wenige aktive Mitglieder. Dadurch tritt der Verein mit der Abteilung nur bei Hallen- und Kleinfeldturnieren an.

### Tischtennis
Die Tischtennis-Abteilung existiert seit dem Jahr 2001. Die erste Herren-Mannschaft spielt derzeit in der 1. Stadtklasse sowie die zweite Mannschaft in der 4. Stadtklasse.

### Volleyball
Die Volleyball-Abteilung ist eine der ältesten im Verein. Die erste Herren-Mannschaft spielt derzeit in der Regionalliga, die zur Saison 2015/16 gegründete erste Damen-Mannschaft spielt ebenfalls derzeit in der Regionalliga.

## Persönlichkeiten
- Felix Glücklederer (* 1989), Volleyballspieler, 2018–2019 im Verein